# رحلتي مع غاندي (كتاب)
كتاب رحلتي مع غاندي كتاب يدور حول تطوير الذات يسرد فيه أحمد الشقيري خلاصة تجربته في هذه الحياة ويقدم من خلاله نصائح للإنسان المسلم تفيده في حياته وعن الكتاب يقول الشقيري:«ستجد خواطر وحكم حول جوانب عديدة في الحياة. كلنا في النهاية نعاني من نفس الهموم ولدينا نفس الضعف البشري وفي هذا الكتاب أتحدث بصراحة وشفافية عن هذا الضعف وعن رحلتي في علاجه وتقويمه. ستجد جوانب روحانية وأخرى فكرية وسيكون هنالك من كل بستان من بساتين الحياة زهرة. سألخص أكثر ما أعجبني في سيرة المهاتما غاندي محرر الهند في القرن العشرين. لن أتحدث عن الجانب السياسي من حياته ولكن عن الجانب الإنساني عن رحلته في البحث عن الحقيقة. وعن دأبه المستمر في تقويم نفسه ومعالجة ضعفه.» ومن خواطر هذا الكتاب نقتبس ما جاء على لسان غاندي في رحلته للبحث عن الحقيقة وفي الوصول إلى السلام الداخلي.

## محتوى الكتاب
يدور كتاب رحلتي مع غاندي حول تطوير الذات، يسرد فيه أحمد الشقيري خلاصة تجربته في هذه الحياة، ويقدم من خلاله نصائح للإنسان المسلم تفيده في حياته يقول:«أنصحكم بالإستمرار في تطوير أنفسكم بدون كلل ولا ملل. كلنا فينا عيوب فالكمال لله، ولكن الفرق بين الناس هو مدى حرصهم على تقليص تلك العيوب على مدى رحلة حياتهم على هذه الأرض ... الهدف هو السعي المستمر نحو الكمال لكي تصل لأقرب درجة منه... .» وعن الكتاب يقول الشقيري:«ستجد خواطر وحكم حول جوانب عديدة في الحياة. كلنا في النهاية نعاني من نفس الهموم ولدينا نفس الضعف البشري، وفي هذا الكتاب أتحدث بصراحة وشفافية عن هذا الضعف وعن رحلتي في علاجه وتقويمه. ستجد جوانب روحانية وأخرى فكرية، وسيكون هنالك من كل بستان من بساتين الحياة زهرة. سألخص أكثر ما أعجبني في سيرة المهاتما غاندي محرر الهند في القرن العشرين. لن أتحدث عن الجانب السياسي من حياته ولكن عن الجانب الإنساني، عن رحلته في البحث عن الحقيقة. وعن دأبه المستمر في تقويم نفسه ومعالجة ضعفه ... .»
صدّر الشقيري كتابه ببيتين للشاعر القروي اللبناني رشيد سليم الخوري يدعو من خلالهما إلى قطف زهرة الحكمة أينما وجدت:
بهذا الكلام يعلن صاحب الرحلة الغاندية أن التجربة الإنسانية هي واحدة، على تعددها واختلافها وكلها وإن كثرت مصادرها، تتجه نحو هدف واحد وهو خير البشر. رحلة الشقيري مع غاندي هي عن رحلتان في الرحلة الأولى: رحلة في غاندي الفكر والإنسان، أما الثانية فهي إلى الهند، فالشقيري قصد منتجعاً لليوغا في مدينة بونا الهندية، وحرص الشقيري كما يقول في مقدمة كتابه على أن يقدم لشباب مجتمعه مادة تساعدهم على تطوير أنفسهم لبلوغ ما أمكن من الكمال، معتبراً أن الإنسان يتشابه في همومه وضعفه، ولا يخفي الكاتب الشقيري أنه سيقرأه في ضوء الإسلام ليظهر تعاليم الرسول عالمية أزلية.
ويقول الشقيري كما:«أنصحكم بالاستمرار في تطوير أنفسكم دون كلل ولا ملل، كلنا فينا عيوب فالكمال لله ولكن الفرق بين الناس هو مدى حرصهم على تقليص تلك العيوب على مدى رحلة حياتهم على هذه الأرض، الهدف هو السعي المستمر نحو الكمال لكي تصل لأقرب درجة منه.»
ومن خواطر هذا الكتاب ما جاء على لسان غاندي في رحلته للبحث عن الحقيقة، وفي الوصول إلى السلام الداخلي، يقول: "... أدوات البحث عن الحقيقة بسيطة بقدر ما هي عسيرة، وقد تكون متعذرة كل التعذر على الشخص المتغطرس، وممكنة كل الإمكان للطفل البريء، وإن متلمس الحقيقة يجب أي يكون أكثر تواضعاً من التراب، إن العالم يسحق التراب تحت قدميه، ولكن الباحث عن الحقيقة يجب أن يذل نفسه، بحيث يكون في مقدور التراب نفسه أن يسحقه، وعندئذ.. وعندئذ فحسب أن يكتب له أن يلمح الحقيقة.. وإن المسيحية والإسلام يؤيدان ذلك أيضاً تأييداً كبيراً في كتاب "قصة تجاربي مع الحقيقة" للمهاتما غاندي.
الكتاب ينقسم إلى قسمين الأول: يتحدث فيه الشقيري عن اقتباساته من كتاب لغاندي «رحلتي عن الحقيقة» نشر دار العلم للملايين، ويعلق على هذه الاقتباسات، القسم الثاني: وفيها يوميات أحمد الشقيري في رحلته إلى الهند، لمدة عشرة أيام والتي قصد فيها الخلوة بالله تعالى والابتعاد عن الدنيا ومشاغلها، في القسم الثاني ذكر أحمد الشقيري بوضوح الإيجابيات والسلبيات عن نفسه، تحدث عن تعلق قلبه بالجوال واللابتوب وتحدث عن صراعه مع نفسه في غض البصر عن السيدات في المنتجع، وتحدث عن تلك السيدة التركية التي كانت سببا في كتابه الذي سينشره قريبا بالإنجليزية «محمد صلى الله عليه وسلم في القرن 21» والعديد من المواقف الأخرى. وسبق للداعية أحمد شقيري إصدار عدد من المطبوعات منها خواطر من اليابان 3, «خواطر 2» و«خواطر شاب».

## اقتباسات
- يقول: «أنصحكم بالاستمرار في تطوير أنفسكم بدون كلل ولا ملل. كلنا فينا عيوب فالكمال لله، ولكن الفرق بين الناس هو مدى حرصهم على تقليص تلك العيوب على مدى رحلة حياتهم على هذه الأرض (...) الهدف هو السعي المستمر نحو الكمال لكي تصل لأقرب درجة منه...».[1]
- يقول: "... أدوات البحث عن الحقيقة بسيطة بقدر ما هي عسيرة. وقد تكون متعذرة كل التعذر على الشخص المتغطرس، وممكنة كل الإمكان للطفل البريء. وإن متلمس الحقيقة يجب أي يكون أكثر تواضعاً من التراب. إن العالم يسحق التراب تحت قدميه، ولكن الباحث عن الحقيقة يجب أن يذل نفسه بحيث يكون في مقدور التراب نفسه أن يسحقه. وعندئذ، وعندئذ، فحسب أن يكتب له أن يلمح الحقيقة... وأن المسيحية والإسلام يؤيدان ذلك أيضاً تأييداً كبيراً (P.9) "قصة تجاربي مع الحقيقة" للمهاتما غاندي.[1]

## الوصلات الخارجية
- صفحة الكتاب على موقع غود ريدز.
- صفحة الكتاب على موقع أندلسية.
- صفحة الكتاب على موقع أبجد